# Rockley
Rockley – wieś w Anglii, w Wiltshire, w dystrykcie (unitary authority) Wiltshire. Leży 12,3 km od miasta Swindon, 41,7 km od miasta Salisbury i 116,4 km od Londynu. Rockley jest wspomniana w Domesday Book (1086) jako Rochelie.